# Град Теслић
Град Теслић је град у Републици Српској, БиХ. Сједиште града се налази у насељеном мјесту Теслић. Према подацима Агенције за статистику Босне и Херцеговине на попису становништва 2013. године, у тадашњој општини је пописано 38.536 лица.

## Географија
Простире се на површини од 845 km² и према томе један је од просторно већих градова у Републици Српској.

### Нека географска обиљежја

#### Планине и брда
- Борја је планина у чијем је подножју подигнут град Теслић.
- Вучја планина је планинска висораван, мјесто традиционалних борби овнова.
- Очауш (планина) је највиша планина на територији града.
- Крстова Гора је брдо у непосредној близини Теслића, на ком је постављен велики метални крст.
- Шкребин Камен је брдо које се налази око 3 km сјеверозападно од Теслића.

#### Ријеке и водене површине
- Усора је ријека која протиче кроз град Теслић.
- Узвинска је ријека у јужном дијелу територије града.
- Гомјеничко језеро је вјештачко језеро у непосредној близини града Теслића.

### Спелеолошки објекти
- Растушка пећина
- Очаушка пећина

## Насељена мјеста
Подручје града Теслић чине насељена мјеста: Бања Врућица, Бардаци, Барићи, Бијело Бучје, Блатница*, Брић, Булетић, Витковци, Влајићи, Врела*, Гомјеница, Горња Радња, Горња Врућица, Горње Липље, Горњи Очауш, Горњи Ранковић, Горњи Ружевић, Горњи Теслић, Доњи Очауш, Доњи Ранковић, Доњи Ружевић, Дубраве, Ђулићи, Жарковина, Јасенова, Језера*, Калошевић*, Каменица, Комушина Горња, Комушина Доња, Кузмани, Младиковине, Осивица, Парлози, Прибинић, Радешићи, Рајшева, Растуша, Рудо Поље, Слатина, Стењак*, Студенци, Теслић, Угодновићи, Укриница, Чечава, Шњеготина Горња.
Дијелови насељених мјеста: Блатница, Језера, Калошевић и Мркотић.
(Додатна насељена мјеста која се помињу у списку Владе Републике Српске: Бежља, Блажевци, Брезове Дане, Врела, Јасеница, Калошевић, Копице, Лончари, Лугови, Мркотић, Орашје Плање, Пиљужићи, Стењак, Џимилић Плање)
У граду Теслић постоји 49 мјесних заједница.
Највећи дио предратне општине Теслић остао је у саставу Републике Српске, а овој општини је припојено и насеље Витковци које је раније припадало општини Тешањ. У састав Федерације БиХ ушли су дијелови насељених мјеста Блатница и Језера.

## Политичко уређење

### Градска администрација
Градоначелник представља и заступа град и врши извршну функцију у Теслићу. Избор градоначелника се врши у складу са изборним Законом Републике Српске и изборним Законом БиХ. Градску администрацију, поред градоначелника, чини и скупштина града. Институционални центар града Теслић је насеље Теслић, гдје су смјештени сви градски органи.
Градоначелник Теслића је Милан Миличевић испред Српске демократске странке, који је на ту функцију ступио након локалних избора у Босни и Херцеговини 2012. године. Састав скупштине града Теслић је приказан у табели.

## Становништво
|                      | 2013.           | 1991.            | 1981.            | 1971.            |
| Укупно               | 38 536 (100,0%) | 59 854 (100,0%)  | 60 434 (100,0%)  | 52 713 (100,0%)  |
| Срби                 | 29 041 (75,36%) | 32 962 (55,07%)  | 35 024 (57,95%)  | 32 756 (62,14%)  |
| Бошњаци              | 7 184 (18,64%)  | 12 802 (21,39%)1 | 11 148 (18,45%)1 | 10 000 (18,97%)1 |
| Хрвати               | 1 442 (3,742%)  | 9 525 (15,91%)   | 10 744 (17,78%)  | 9 467 (17,96%)   |
| Неизјашњени          | 351 (0,911%)    | –                | –                | –                |
| Остали               | 100 (0,259%)    | 1 100 (1,838%)   | 204 (0,338%)     | 285 (0,541%)     |
| Босанци              | 93 (0,241%)     | –                | –                | –                |
| Муслимани            | 91 (0,236%)     | –                | –                | –                |
| Роми                 | 63 (0,163%)     | –                | 43 (0,071%)      | –                |
| Непознато            | 51 (0,132%)     | –                | –                | –                |
| Југословени          | 48 (0,125%)     | 3 465 (5,789%)   | 3 155 (5,221%)   | 108 (0,205%)     |
| Православци          | 25 (0,065%)     | –                | –                | –                |
| Словенци             | 14 (0,036%)     | –                | 8 (0,013%)       | 18 (0,034%)      |
| Црногорци            | 13 (0,034%)     | –                | 93 (0,154%)      | 67 (0,127%)      |
| Украјинци            | 9 (0,023%)      | –                | –                | –                |
| Босанци и Херцеговци | 8 (0,021%)      | –                | –                | –                |
| Македонци            | 2 (0,005%)      | –                | 7 (0,012%)       | 3 (0,006%)       |
| Турци                | 1 (0,003%)      | –                | –                | –                |
| Албанци              | –               | –                | 8 (0,013%)       | 9 (0,017%)       |

1. 1 На пописима од 1971. до 1991. Бошњаци су пописивани углавном као Муслимани.

У границама данашњег града Теслић (без дијела који је припао ФБиХ, и са Витковцима) национални састав 1991. године је био сљедећи:
укупно: 60.347
- Срби — 33.135 (54,9%)
- Муслимани[а] — 12.803 (21,2%)
- Хрвати — 9.780 (16,2%)
- остали — 4.629 (7,7%)
- дио који је припао ФБиХ (општини Зеница)

укупно: 1.282
- Срби — 1.272 (99,21%)
- Муслимани — 0
- Хрвати — 0
- Југословени — 10 (0,79%)
- остали — 0

## Познате личности
- Драган Богданић, министар здравља
- Пахомије Гачић, епископ
- Борислав Ђурђевић, публициста
- Градимир Крагић, есперантиста
- Добривоје Марковић, рукометаш
- Милан Миличевић, политичар
- Бошко Н. Петровић, новинар
- Борки Предојевић, шахиста
- Жељка Цвијановић, политичар
- Драго Ћосић, спортски новинар

## Историјски споменици
- Стећци Војводе Момчила се налазе око 5 km југоисточно од центра града, у насељу Врућица.
- Солила је мјесто на врху планине Борја, на ком се налази споменик НОБ.
- Манастир Липље из 12. вијека се налази у селу Липље.
- Спомен-плоча за 12 погинулих припадника Полиције Републике Српске у одбрамбено-отаџбинском рату, која је откривена 20. новембра 2011.[8]

## Спортски клубови
- Атлетски клуб „Блатница-ШГ Борја”
- Женски рукометни клуб „Борја”
- Карате клуб „Sochin” Бања Врућица
- Карате клуб „Теслић”
- Карате клуб „Тигар”
- Кошаркашки клуб
- Куглашки клуб
- Планинарски клуб „Очауш”
- Рукометни клуб „Елинг”
- Стрељачка дружина „Геофон”
- Фудбалски клуб „Пролетер”
- Фудбалски клуб „Минерал” Бања Врућица
- Фудбалски клуб „Укрина”
- Фудбалски клуб „Шњеготина”
- Шаховски клуб „Младост”